# Stenopseustes gibbicollis
Stenopseustes gibbicollis är en skalbaggsart som beskrevs av Fisher 1947. Stenopseustes gibbicollis ingår i släktet Stenopseustes och familjen långhorningar. Inga underarter finns listade i Catalogue of Life.